# 1983 في الأرجنتين
فيما يلي قوائم الأحداث التي وقعت خلال عام 1983 في الأرجنتين.

## سياسة

### تعيين في المنصب
- 29 نوفمبر – فرناندو دي لاروا عضو مجلس الشيوخ الأرجنتيني.
- 10 ديسمبر – راؤول ألفونسين رئيس الأرجنتين.

### انتهاء فترة المنصب
- 10 ديسمبر – رينالدو بينيوني رئيس الأرجنتين.

## مواليد

### يناير
- 17 يناير – رينالدو ألديريت لاعب كرة قدم أرجنتيني.[1]
- 19 يناير – إسماعيل بلانكو لاعب كرة قدم أرجنتيني.[2]

### فبراير
- 3 فبراير – كارلوس بيرلوك لاعب كرة مضرب أرجنتيني.
- 20 فبراير – نيكولاس سبولي لاعب كرة قدم أرجنتيني.[3]
- 24 فبراير – خافيير بينولا لاعب كرة قدم أرجنتيني.[4]

### مارس
- 1 سبتمبر – مارسيلو كراسكا لاعب كرة قدم أرجنتيني.[5][5]
- 2 مارس – ليساندرو لوبيز لاعب كرة قدم أرجنتيني.[6]
- 7 مارس – ماكسيميليانو ريتشيزي دراج أرجنتيني.
- 13 مارس – ماريانو إزكو لاعب كرة قدم أرجنتيني.[7]
- 17 مارس – إيمانويل ريفاس لاعب كرة قدم أرجنتيني.[8]
- 27 مارس – رومان مارتينيز لاعب كرة قدم أرجنتيني.[9]
- 27 مارس – كارلوس ليوناردو هيريرا ملاكم أرجنتيني.

### أبريل
- 7 أبريل – ماركوس أنجيليري لاعب كرة قدم أرجنتيني.[10]

### مايو
- 11 مايو – داريو كونكا لاعب كرة قدم أرجنتيني.[11]
- 14 مايو – ماريا إميليا ساليرني لاعبة كرة مضرب أرجنتينية.

### يوليو
- 5 يوليو – خوناس غوتيريز لاعب كرة قدم أرجنتيني.[12]
- 15 يوليو – ماركوس ميدانا ملاكم أرجنتيني.
- 20 يوليو – ماكسيمو غونزاليس لاعب كرة مضرب أرجنتيني.
- 30 يوليو – ماريانو أندوخار لاعب كرة قدم أرجنتيني.[13]

### أغسطس
- 25 أغسطس – خوان كارلوس ريفيكو ملاكم أرجنتيني.
- 30 أغسطس – إيمانويل كوليو لاعب كرة قدم أرجنتيني.[14]

### سبتمبر
- 1 سبتمبر – مارسيلو كراسكا لاعب كرة قدم أرجنتيني.[5][5]
- 10 سبتمبر – فرناندو بيلوسكي لاعب كرة قدم أرجنتيني.[15]
- 21 سبتمبر – فرناندو كافيناغي لاعب كرة قدم أرجنتيني.[16]
- 27 سبتمبر – جيرمان أليمانو لاعب كرة قدم أرجنتيني.[17]
- 29 سبتمبر – سانتياغو بيانكي لاعب كرة قدم أرجنتيني.[18]
- 29 سبتمبر – فيكتور ألبرتو فيغيروا لاعب كرة قدم أرجنتيني.[19]

### أكتوبر
- 10 أكتوبر – خوان بيدرو غوتيريز[20]
- 12 أكتوبر – غاستون فرنانديز لاعب كرة قدم أرجنتيني.[21]
- 14 أكتوبر – ريناتو سيفيلي لاعب كرة قدم أرجنتيني.[22]
- 28 أكتوبر – أنطونيو بورتا لاعب كرة سلة أرجنتيني.[20]

## وفيات

### يناير
- 18 يناير – ارتورو أمبرتو إيليا (مواليد 1900)[23]

### يوليو
- 29 يوليو – مانويل فيريرا (مواليد 1905) لاعب كرة قدم أرجنتيني.

### سبتمبر
- 9 سبتمبر – لويس مونتي (مواليد 1901)
- 20 سبتمبر – أنخيل لابرونا (مواليد 1918) لاعب كرة قدم أرجنتيني.

### أكتوبر
- 25 أكتوبر – أنغل رامبيرت (مواليد 1936) لاعب كرة قدم أرجنتيني.

### نوفمبر
- 16 نوفمبر – خورخي ساباتو (مواليد 1924) فيزيائي أرجنتيني.